# His Hour of Manhood
His Hour of Manhood est un film muet américain réalisé par Tom Chatterton et sorti en 1914.

## Fiche technique
- Titre : His Hour of Manhood
- Réalisation : Tom Chatterton
- Scénario : Tom Chatterton, d'après sa nouvelle
- Production : Thomas H. Ince pour Domino Film Company
- Distribution : Mutual Film
- Genre : Western
- Durée : 20 minutes
- Date de sortie : 
  - États-Unis : 2 juillet 1914

## Distribution
- William S. Hart : Pete Larson
- Clara Williams : Anne Larson
- Tom Chatterton : Jim Dawson
- Gertrude Claire : Mrs. Dawson